# Oblast Kalinin
De oblast Kalinin (Russisch: Калининская область) was een oblast van de RSFSR van 1944 tot 1957. De oblast was gelegen in het noordwesten van Europees Rusland. Het gebied maakt onderdeel uit van de oblast Tver. De hoofdstad was Kalinin.

## Geschiedenis
De oblast ontstond op 29 januari 1935 uit de oblast Moskou, de Westelijke Oblast en de oblast Leningrad. Tijdens de Grote Vaderlandse Oorlog werd de oblast Velikieje Loeki van het gebied van de oblast afgesplitst. De inwoners van de oblast moesten de Operatie Taifun, de  Insluiting bij Cholm, de Operatie Mars, de Slag bij Tver en Sytsjovka, de Slag bij Velikieje Loeki, de Slagen van Rzjev doorstaan.
In 19 juni 19 juni 1944 werden de districten opnieuw in gedeeld en er werd gebied van de oblast Velikieje Loeki en de oblast Pskov aan de oblast toegevoegd. In 1957 werd de oblast Velikieje Loeki opgeheven en onderdeel van deze oblast. In 1990 werd de oblast hernoemd tot oblast Tver.